# Una papa sin catsup
Una papa sin catsup es la tercera película de la cantante mexicana Gloria Trevi producida por Televicine en 1995. Su fecha de estreno fue el 7 de julio de ese mismo año y es una película del género cómico-drama-musical. El guion estuvo a cargo de Sergio Andrade y Gloria Trevi. La película generó polémica debido a su contenido de humor escatológico muy grotesco.

## Argumento
Gloria Trevi interpreta a dos personajes cuando es confundida con una criminal conocida como “La Greñas", una chica que es buscada por la mafia ya que se ha apoderado de un dinero que les pertenece. En un intento por despistar a sus perseguidores, la malvada Greñas decide secuestrar a la abuela de Gloria para obligar a ésta a adoptar su personalidad. El destino de la dulce anciana ahora depende de la astucia y de las "armas secretas" de su revolucionaria nieta.

## Reparto
- Gloria Trevi - Gloria / La Greñas González
- Claudio Brook - Mr. Johns
- Ernesto Gómez Cruz - Asistente de Mr. Johns
- Lili Inclán - Abuela de Gloria
- Marco Bacuzzi - Cholo 1
- Armando Araiza - Cholo 2
- Darío T. Pie - Cholo 3
- Marlene Calderón - Chola
- Enrique Burak - Presentador
- Wendy Castelo - Claudia
- Charly Valentino - Gordo
- Roger Cudney - Mafioso
- Cutberto García - Policía 1
- Javier Zaragoza - Policía 2
- Clementina Gaudi - Miss Wilson
- Guido Bolaños - Perry
- Olga Hernández - Carmen
- Eduardo López Rojas
- Eduardo Shilinsky - Junior Fernández
- Rocío Yaber - Sra. Fernández
- Ramón Meléndez - Sr. Fernández
- Karina Yapor - Hija de los señores Fernández
- Luis Carlos Navarro - Chayote
- Arturo Vázquez Pliego - Francisco
- Susana Rodríguez - Vaina
- Arturo Farfán - Pandillero 1
- Fidel Ábrego - Pandillero 2
- José María Miramontes - Niño gordo
- Gustavo Aguilar - Patrullero 1
- Guillermo Tijerina - Patrullero 2
- Alfredo Reyes - Vigilante
- Marcelino Blancas - Cancionero 1
- Fernando Lozano - Cancionero 2
- Ricardo Becerra - Cancionero 3
- Bruno Danzza - Carnal
- Óscar Serafín - El síndrome
- Maya East

## Canciones
- «La papa sin cátsup»
- «Un día más de vida»
- «¡Qué bueno que no fui Lady Di!»
- «El recuento de los daños»